# دهستان تورگو
دهستان تورگو (به لاتین: Torgu Parish) یک دهستان در استونی است که در شهرستان ساره واقع شده‌است.

## خصوصیات
دهستان تورگو ۱۲۶٫۴۴ کیلومترمربع مساحت و ۳۷۵ نفر جمعیت دارد.